# Suttons Bay (Bucht)
Die Suttons Bay ist eine Bucht des Michigansees, die vollständig zu den USA gehört. Als Teil der Grand Traverse Bay bildet sie im Nordwesten des Sees die Leelanau-Halbinsel mit. 

## Geographie
Im Nordosten mündet die Bucht in der Grand Traverse Bay. An der südwestlichen Spitze der Sutton Bay liegt die gleichnamige Ortschaft Suttons Bay, die Bestandteil der Suttons Bay Township ist, welche an den Ufern der restlichen Himmelsrichtungen grenzt. 

## Hafen- und Badeorte an der Suttons Bay
Es befindet sich am Ufer des Suttons Bay Village die Old Coal Dock Area, in welcher man in den Sommermonaten Segelschiffe oder Mitfahrten auf diesen mieten kann, um den Michigansee zu befahren. Nördlich davon liegt ein Yacht-Club. Abseits dieser befinden sich am Ufer der Bay überwiegend Sandstrände. Viele der anliegenden Ferienhäuser verfügen auch über Bootsstege. 